# Rudolfinum, Ljubljana
Rudolfinum je neorenesančna palača v Ljubljani, v kateri imata svoje prostore Narodni muzej Slovenije in Prirodoslovni muzej Slovenije. Stoji na območju med Prešernovo cesto (uradni naslov je Prešernova cesta 20), Muzejsko ulico, Tomšičevo ulico in Šubičevo ulico.

## Zgradba in okolica
Leta 1883 je cesar Franc Jožef sam položil temeljni kamen današnje muzejske stavbe ob 600. obletnici priključitve Kranjske Avstriji. Temu dogodku je priča tudi spominska plošča v vhodni avli. Stavba je bila zgrajena leta 1888 v neorenesančnem slogu, po načrtih slovenskega arhitekta Vilijema Trea. Istočasno je bil urejen tudi park pred muzejem. Leta 1904 je bil vanj postavljen kip Janeza Vajkarda Valvasorja (delo Alojzija Gangla). Vhodni portal muzeja krasijo štirje kipi, ki upodabljajo umetnost, zgodovino, naravoslovje in delo. Notranjost je zasnoval Hráský, strop glavne dvorane pa krasijo medaljoni slikarjev Janeza in Jurija Šubica iz leta 1885. Janez Šubic je kot zaščitnik umetnosti in znanosti narisal najpomembnejšo alegorično sliko Kranjske, Jurij Šubic pa štiri portrete znamenitih Kranjcev: Janeza Vajkarda Valvazorja, Valentina Vodnika, Žige Herbersteina in Žige Zoisa. Janez je slikal z oljem na lesu, portrete pa z oljem na svežem ometu. Slikarji so sledili predlogom učitelja Janeza Wolfa. Prostor med medaljoni je okrasil Karel Lipovšek. Na ograji stopnišča, ki vodi v 1. nadstropje, so kipi osmih muz, 4 liki na stropni poslikavi nad stopniščem pa predstavljajo prispodobe za arheologijo, umetnost, zgodovino in naravoslovje. V isti stavbi deluje tudi Prirodoslovni muzej Slovenije.
22. januarja 1886 je Kranjski deželni zbor Občini Spodnja Šiška odvzel parcele, na katerih so se nahajali Rudolfinum, grad Tivoli, vile Mayer, Cambiaggio in Vollheim ter Kolizej ter jih dodelil mestu Ljubljana.
Leta 1991 je bilo notranje muzejsko dvorišče prekrito in s tem je bil pridobljen prostor za razne prireditve in občasne dodatne razstave, leta 2006 pa je bil odprt lapidarij v novem prizidku na zunanjem dvorišču.